# Alattyán
Alattyán is een plaats (község) en gemeente in het Hongaarse comitaat Jász-Nagykun-Szolnok. Alattyán telt 2060 inwoners (2001). In de plaats staat een klein kasteel wat behoort tot de familie Sarközy de Nagy-Bocsa, waartoe ook de vorige president van Frankrijk Nicolas Sarkozy tot behoort.